# Carlos Alberto Torres
Carlos Alberto Torres (Rio de Janeiro, 1944. július 17. – Rio de Janeiro, 2016. október 25.) brazil világbajnok labdarúgó.

## Magánélete
Carlos Alberto Torres Rio de Janeiro városában született, fia, Carlos Aexandre Torres szintén labdarúgó volt.

## Pályafutása

### Brazília
Carlos Alberto Torres 19 évesen csatlakozott a Fluminense csapatához. Hamar nevet szerzett magának, és nemcsak mert védekező feladatát remekül ellátta, hanem mert olvasta a játékot és ha a helyzet úgy kívánta kiválóan szervezte is azt, az ő idejében pedig ez ritkaság számba ment egy védőtől. 1966-ban a Santoshoz szerződött, ahol Pelé csapattársa lett. Az itt töltött nyolc év alatt négyszer nyert paulistai állami bajnokságot valamint egyszer a Recopa Sudamericanátt is elhódította. 1974-ben visszatért a Fluminenséhez és rögtön riói állami bajnoki címhez címhez segítette nevelőegyesületét. 1977-ben a klub nagy riválisa, a Flamengo igazolta le.

### NASL
Még abban az évben az amerikai New York Cosmoshoz igazolt, ahol újra Pelével játszhatott egy klubcsapatban. Két egymást követő évben is bajnoki címet szerzett a NASL-ben (North American Soccer League), majd a California Surfnél eltöltött egyéves kitérő után harmadik címét is begyűjtötte, immár újra a Cosmos színeiben. 1982. szeptember 20-án került sor a búcsúmérkőzésére, a New York Cosmos a Flamengóval mérkőzött. Pályafutása során észak-amerikában 119 alapszakasz és 26 play-off mérkőzést játszott, nyolc gólt szerzett és ötször választották be az All-Star csapatba.

### A válogatottban
A brazil válogatottban 53 alkalommal lépett pályára  és nyolc gólt szerzett 1964 és 1977 között. Az 1966-os világbajnokságra nevezett keretbe nem került be, a torna után lett meghatározó tagja a nemzeti csapatnak. Négy év múlva, az 1970-es világbajnokságon csapatkapitányként emelhette magasba a győztesnek járó Jules Rimet trófeát. Az olaszok elleni döntőben 4-1-re diadalmaskodó brazilok negyedik gólját szerezte. Abban a csapatban szerepelt rajta kívül Pelé (akinek ez volt a negyedik, és utolsó világbajnoksága), Clodoaldo, Gérson, Jairzinho, Rivellino és Tostão, melyet a valaha volt legnagyszerűbb vb-n játszó támadószellemű csapatnak tartanak. A következő években gyorsasága ugyan megkopott, ezt játékintelligenciájával és tapasztalatával pótolta, és bár világbajnokságra már nem jutott el, még az 1978-as selejtezősorozatban is pályára lépett három alkalommal. Harminchárom évesen, Észak-Amerikába szerződése előtt vonult vissza a válogatottól.

## Edzői pályafutása
1983-ban kezdte edzői pályafutását a Flamengo csapatánál. Később több más brazil, illetve külföldi csapatot irányított, így például a Corinthianst 1985-ben és 1986-ban, a Náuticot 1986-ban, 1987-ben és 1988; az Once Caldast 1989-ben és 1990-ben; a mexikói Monterreyt 1991 és 1992 között; a Club Tijuanat 1992-ben; a Fluminense csapatát 1994-ben és 1995-ben, a Botafogot 1993-1994-ig, majd 1997-1998-ig, és 2002-ben valamint 2003-ban; a Querétarót 1999-ben; az Unión Magdalenát 2000-ben, és 2001-ben; végül a Paysandut 2005-ben.
Segédedzőként tevékenykedett a nigériai és az Omán válogatott mellett. 2004. február 14-én technikai igazgatónak nevezték ki az azeri válogatott mellé, azonban 2005. június 4-én lemondott posztjáról, miután egy lengyelek elleni vesztes mérkőzés után a szurkolók megkergették a mérkőzés játékvezetőjét, és nem érezte magát biztonságban.

## Halála
Carlos Alberto Torres 2016. október 25-én Rio de Janeiróban halt meg hirtelen szívroham következtében. Két nappal halála előtt még a brazil SporTV szakkommentátoraként tevékenykedett. Pontosan egy hónappal ikertestvére után hunyt el.

## Statisztika
| Klub adatok      | Klub adatok      | Klub adatok      | Bajnokság     | Bajnokság |
| Szezon           | Klub             | Bajnokság        | Pályára lépés | Gólok     |
| Brazília         | Brazília         | Brazília         | Série A       | Série A   |
| ---------------- | ---------------- | ---------------- | ------------- | --------- |
| 1971             | Santos           | Série A          | 2             | 0         |
| 1972             | Santos           | Série A          | 20            | 2         |
| 1973             | Santos           | Série A          | 28            | 6         |
| 1974             | Fluminense       | Série A          | 16            | 1         |
| 1975             | Fluminense       | Série A          | 18            | 0         |
| 1976             | Fluminense       | Série A          | 19            | 3         |
| 1977             | Flamengo         | Série A          | 0             | 0         |
| Egyesült Államok | Egyesült Államok | Egyesült Államok | NASL          | NASL      |
| 1977             | Cosmos           | NASL             | 4             | 0         |
| 1978             | Cosmos           | NASL             | 25            | 2         |
| 1979             | New York Cosmos  | NASL             | 28            | 2         |
| 1980             | New York Cosmos  | NASL             | 23            | 2         |
| 1981             | California Surf  | NASL             | 19            | 2         |
| 1982             | New York Cosmos  | NASL             | 20            | 0         |
| Country          | Brazília         | Brazília         | 103           | 12        |
| Country          | Egyesült államok | Egyesült államok | 119           | 8         |
| Összesen         | Összesen         | Összesen         | 222           | 20        |

| Brazília | Brazília      | Brazília |
| Év       | Pályára lépés | Gólok    |
| -------- | ------------- | -------- |
| 1964     | 3             | 0        |
| 1965     | 1             | 0        |
| 1966     | 3             | 0        |
| 1967     | 0             | 0        |
| 1968     | 18            | 5        |
| 1969     | 9             | 0        |
| 1970     | 14            | 2        |
| 1971     | 0             | 0        |
| 1972     | 1             | 1        |
| 1973     | 0             | 0        |
| 1974     | 0             | 0        |
| 1975     | 0             | 0        |
| 1976     | 1             | 0        |
| 1977     | 3             | 0        |
| Összesen | 53            | 8        |

## Sikerei, díjai
- Fluminense FC:
  - Carioca (Rio de Janeiro állam) labdarúgó-bajnokság (első osztály): 1964, 1975, 1976
  - Taça Guanabara: 1966, 1975
- Santos FC:
  - Recopa Sudamericana: 1968
  - Torneio Roberto Gomes Pedrosa: 1968
  - Paulista (São Paulo állam) labdarúgó-bajnokság (első osztály): 1967, 1968, 1969, 1973
- New York Cosmos:
  - Soccer Bowl: 1977, 1978, 1980, 1982
  - Eastern Division, National Conference: 1978, 1979, 1980, 1982
  - Trans-Atlantic Cup Championships: 1980
- Brazília:
  - Világbajnokság: 1970
- Egyéni:
  - Világbajnokság All-Star csapat: 1970
  - FIFA 100: 2004